# Страхилица
Страхилица (болг. Страхилица) — село в Болгарии. Находится в Шуменской области, входит в общину Венец. Население составляет 75 человек.

## Политическая ситуация
Кмет (мэр) общины Венец — Юлиян Асенов Аспарухов (НДСВ) по результатам выборов в правление общины.